# 퍼넬러피 피츠제럴드
퍼넬러피 피츠제럴드(영어: Penelope Fitzgerald, 1916년 12월 17일 ~ 2000년 4월 28일)는 잉글랜드의 작가였다. 2008년 타임스는 "1945년 이후 가장 위대한 영국 작가 50인"에 선정했다. 2012년 옵저버는 피츠제럴드의 마지막 소설인 《The Blue Flower》를 "최고의 역사 소설 10편"에 선정했다.